# Untersuchungshaft (Schweiz)
Die Untersuchungs- und Sicherheitshaft sind zwei Zwangsmassnahmen im schweizerischen Strafprozessrecht, welche von der Staatsanwaltschaft im Rahmen einer Ermittlung respektive eines Prozesses beim Zwangsmassnahmengericht beantragt werden können.

## Rechtsgrundlage
Mit Inkrafttreten der eidgenössischen Strafprozessordnung (StPO) am 1. Januar 2011 ist die Untersuchungshaft gesamtschweizerisch einheitlich geregelt. Zuvor gab es 26 unterschiedliche kantonale Regelungen sowie eine Bundesstrafprozessordnung für bestimmte schwere Delikte, welche in Bundeszuständigkeit fielen. In der StPO ist die Untersuchungs- und Sicherheitshaft in den Artikeln 212 ff. geregelt.

## Voraussetzungen
Gemäss Art. 221 StPO muss eine Person einer Tat dringend verdächtig sein, damit die Untersuchungshaft zulässig ist. Zudem muss eine der folgenden Voraussetzungen erfüllt sein:
- Es ist ernsthaft zu befürchten, dass sich die verdächtige Person durch Flucht dem Strafverfahren oder den zu erwartenden Sanktionen entzieht (Fluchtgefahr).
- Es ist ernsthaft zu befürchten, dass die verdächtige Person die Wahrheitsfindung beeinträchtigt, beispielsweise durch Beeinflussung von Zeugen oder Einwirkung auf Beweismittel (Verdunkelungsgefahr).
- Es ist ernsthaft zu befürchten, dass die verdächtige Person die Sicherheit anderer durch Verbrechen oder schwere Vergehen erheblich gefährdet, nachdem sie bereits früher gleichartige Straftaten verübt hat (Wiederholungsgefahr).
- Es ist ernsthaft zu befürchten, dass die verdächtige Person eine Drohung, ein weiteres Verbrechen zu verüben, wahr macht oder versuchen könnte, eine misslungene Tat doch noch umzusetzen (Ausführungsgefahr).

Wurde die Person bereits von der Polizei vorläufig festgenommen, so muss die Staatsanwaltschaft binnen 48 Stunden die Untersuchungshaft beantragen oder die Freilassung veranlassen.
Untersuchungshaft kann auch angeordnet werden, wenn die dringende Gefahr besteht, dass eine Person eine angedrohte Straftat umsetzen wird.

## Verfahren vor dem Zwangsmassnahmengericht
Dem Zwangsmassnahmengericht stehen wiederum maximal 48 Stunden zur Beurteilung des Sachverhalts zu. Die Verhandlung ist nicht öffentlich und wird mündlich geführt, es sei denn, die beschuldigte Person verzichtet ausdrücklich auf eine mündliche Verhandlung. Das Zwangsmassnahmengericht nimmt dabei alle verfügbaren Beweise zur Kenntnis, die geeignet sind, den Tatverdacht und/oder die Haftgründe zu erhärten oder zu entkräften. Die beschuldigte Person hat auf Verlangen Anspruch auf vorgängige Einsicht in die Akten. (Art. 225 und 226 StPO)
Anders gestaltet sich die Rechtslage bei der Sicherheitshaft, wo das Verfahren ausschliesslich schriftlich erfolgt (Art. 229 StPO).

## Ende und Sicherheitshaft
Die Untersuchungshaft endet mit dem Eingang der Anklage beim erstinstanzlichen Gericht, dem Antritt einer freiheitsentziehenden Sanktion oder mit der Entlassung der Person vor Ende der Untersuchung (Art. 220 StPO). Sind die Voraussetzungen für die Untersuchungshaft auch nach Eingang der Anklage beim Gericht erfüllt, so wird die Person in Sicherheitshaft überführt, welche sich lediglich begrifflich von der Untersuchungshaft unterscheidet.
Sind die Voraussetzungen für die Untersuchungs- oder Sicherheitshaft vorzeitig nicht mehr gegeben, so ist sie unverzüglich aufzuheben (Art. 212 Abs. 2 StPO). Der in Haft sitzenden Person ist es gemäss Art. 228 StPO grundsätzlich jederzeit gestattet, bei der Staatsanwaltschaft einen Haftaufhebungsantrag zu stellen. Das Zwangsmassnahmengericht kann nach Art. 228 Abs. 5 StPO allerdings eine maximal einmonatige Sperrfrist ansetzen, innert welcher kein Entlassungsgesuch gestellt werden kann.
Eine absolute Begrenzung der Dauer stellt Art. 212 Abs. 3 StPO insofern auf, als die Untersuchungs- und Sicherheitshaft zusammen die Dauer der zu erwartenden Freiheitsstrafe nicht überschreiten darf.

## Vollzug
Der Vollzug der Untersuchungs- und Sicherheitshaft erfolgt in der Regel in speziellen Haftanstalten, bzw. in Haftanstalten, die nur dem Vollzug kurzer Freiheitsstrafen dienen. Wenn bestimmte medizinische Gründe vorliegen, kann die beschuldigte Person auch in ein Spital oder eine psychiatrische Klinik eingewiesen werden. Kontakte der inhaftierten Person zur Aussenwelt sind beschränkt und müssen durch die Verfahrensleitung (Staatsanwaltschaft bei der Untersuchungshaft, das Gericht bei der Sicherheitshaft) bewilligt werden. So wird beispielsweise die Post überwacht (ausser mit der Verteidigung und Aufsichts- und Strafbehörden). Besuche beim Inhaftierten sind nur begrenzt möglich. Alle Beschränkungen müssen jedoch verhältnismässig sein. Das bedeutet, die inhaftierte Person darf in ihrer persönlichen Freiheit nicht stärker eingeschränkt werden, als es der Haftzweck sowie die Ordnung und Sicherheit in der Haftanstalt erfordern. Die Einzelheiten des Vollzuges der Untersuchungs- und Sicherheitshaft sind nicht in der StPO, sondern in kantonalen Erlassen geregelt.